# Turkmennama
Vous pouvez aider à l'améliorer ou bien discuter des problèmes sur sa page de discussion.

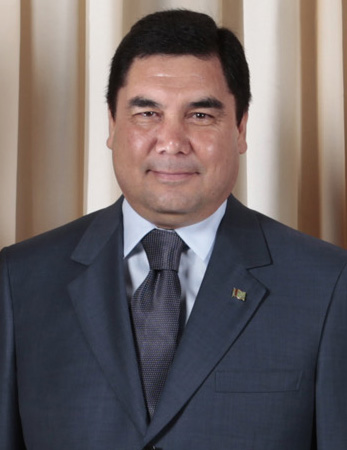
Gurbanguly Berdimuhammedov, auteur du Turkmennama, en 2009

Le Turkmennama est un ouvrage publié en 2010 par le président du Turkménistan, Gurbanguly Berdimuhamedow. Il a été conçu comme un successeur idéologique au Ruhnama, le livre fondateur écrit par son prédécesseur Saparmurat Niyazov. Le Turkmennama s’inscrit dans une politique de redéfinition de l’identité nationale turkmène et vise à promouvoir une nouvelle vision de la culture, de l’histoire et des valeurs du peuple turkmène.

## Contexte
Le Turkmennama apparaît dans un contexte post-Ruhnama, après la mort de Niyazov en 2006. Son Ruhnama (littéralement « livre de l’âme »), imposé dans toutes les sphères de la société — éducation, administration, religion — a marqué profondément la vie publique du Turkménistan pendant plusieurs années. En accédant au pouvoir, Berdimuhamedow cherche à se démarquer de son prédécesseur tout en consolidant sa propre légitimité politique à travers une œuvre idéologique.

## Contenu
Le Turkmennama (« Le Livre des Turkmènes ») est présenté comme un recueil de sagesse nationale, de valeurs morales et de récits historiques. Il s’inspire des traditions orales turkmènes et fait référence à des figures emblématiques telles que Oguz Khan, ancêtre mythique des Turcs. L’ouvrage insiste sur des thèmes tels que :
- Le patriotisme et l’unité nationale
- Le respect des ancêtres et des traditions
- L’éducation, le travail et la loyauté envers la nation
- La vision du développement moderne du Turkménistan sous la direction du président

Bien que moins centré sur l’autoglorification que le Ruhnama, le Turkmennama contribue au culte de la personnalité de Berdimuhamedow, en associant son action politique à une mission historique et civilisationnelle.

## Objectifs et usage
Le Turkmennama a été progressivement intégré dans les programmes scolaires et les discours officiels. Il remplace le Ruhnama dans plusieurs contextes éducatifs, même si ce dernier reste encore parfois mentionné dans la mémoire institutionnelle. Le but affiché de l’ouvrage est de fournir un guide éthique et culturel pour les citoyens turkmènes, à travers une relecture idéalisée de leur passé.

## Réception et critiques
Comme le Ruhnama, le Turkmennama est perçu par les observateurs étrangers comme un instrument de légitimation politique et de contrôle idéologique. Si l’ouvrage se veut plus modéré que son prédécesseur, il conserve une fonction symbolique forte au service du pouvoir. Les critiques pointent une continuité dans la personnalisation du pouvoir et l’utilisation de la littérature officielle pour modeler l’opinion publique.